# Ксенодок
Ксенодок – давньогрецький полководець, котрий очолював військо Акраганту у війні з сиракузьким тираном Агафоклом.
У 309 р. до н.е. карфагеняни, котрі вже два роки вели війну із Агафоклом, зазнали поразки при штурмі Сиракуз, після чого від них відділились та стали діяти окремо сиракузькі вигнанці. Водночас, тиран Сиракуз Агафокл вже другий рік знаходився поза межами острова у Африці, де, хоча й завдав карфагенянам ряд важких ударів на суходолі, все так же був відрізаний від Сицилії переважаючим флотом ворога. У цих умовах в конфлікт вирішили втрутитись акрагантці, котрі побачили гарну можливість допомогти містам острова звільнитись від тирана та варварів і, завдяки цьому, перетворити Акрагант на домінуючу на Сицилії силу. 
Акрагантці сформували військо під командуванням Ксенодока, котрий передусім вирішив звільнити Гелу. В останній у 311 р. до н.е. Агафокл перебив 4 тисячі запідозрених у зраді мешканців та полишив гарнізон. Тепер же знайомі Ксендока змогли вночі впустити його до міста, котрому повернули автономію. Продовжуючи кампанію, Ксендок атакував Ербесс, розташований у внутрішніх районах острова на північний схід від Агригенту. Місто осаджувала значна карфагенська залога, котра після важкої битви зазнала поразки від агригентців, яким допомагали мешканці самого Ербесса. Хоча багато вояків гарнізону загинуло у битві, ще п’ять сотень потрапило у полон. 
Тим часом сиракузяни, позбавлені загрози зі сторони наземної армії Карфагену, почали здійснювати набіги сусідні місцевості. Зокрема, ними було захоплене містечко Ехетла (місцезнаходження наразі невідоме) та спустошені поля Леонтін та Камарини (перше місто за три десятки на північ від Сиракуз, а друге – за сім десятків кілометрів на південний захід). На допомогу останнім прийшло акрагантське військо, котре не лише припинило плюндрування полів, але й оволоділо після облоги Ехетлою.
В 307 р. до н.е. Ксенодок, котрий мав під своїм командуванням 10 тисяч піхотинців і 1 тисячу вершників, зустрівся на полі бою із сиракузькими полководцями Демофілом та Лептином. Хоча останні мали дещо менші сили – 8200 піхотинців та 1200 вершників – проте битва завершилась поразкою акрагантців, котрі втратили 1,5 тисячі воїнів. Втім, сиракузяни не змогли одразу скористатись перемогою, оскільки на острові продовжувало діяти військо вигнанців під командуванням Дейнократа, котре, маючи переважаючі сили, загнало до  Сиракуз самого Агафокла. 
Під завершення того ж року Агафоклу вдалось розбити під Сиракузами блокуючу ескадру карфагенян, що надихнуло його відновити бойові дії на суходолі. Тиран вислав Лептина з військом спустошувати ворожі землі, зокрема, територію акрагантян. Ксенодок певний час не наважувався стати до битви, проте звинувачення співгромадян у боягузтві в підсумку змусили його вийти за стіни міста. Чисельно військо Акраганту майже не поступалось сиракузькому, проте під началом Лептина були досвідчені воїни, тоді як Ксенодок командував цивільним ополченням. В наступному бою сиракузяни легко розбили ворога, який втратив 500 піхотинців та півсотні вершників, та загнали його до Акраганту. Ксенодок, проти якого на тлі вже другої поразки акрагантців висунули звинувачення, втік до Гели.